# Пехра-Покровский сельский округ
Пехра-Покровский сельский округ — упразднённая административно-территориальная единица, существовавшая на территории Балашихинского района Московской области в 1994—2004 годах.
Пехра-Покровский сельсовет был образован в первые годы советской власти. По данным 1924 года он входил в состав Разинской волости Московского уезда Московской губернии.
По данным 1926 года в состав сельсовета входили село Пехра-Покровское, деревня Лукино, совхоз при селе Пехра-Покровское, Копнинская сторожка и бывшее имение Каулино.
В 1929 году Пехра-Покровский с/с был отнесён к Реутовскому району Московского округа Московской области.
7 января 1934 года к Пехра-Покровскому с/с был присоединён Никольско-Трубецкой сельсовет (селения Горбово и Никольско-Трубецкое).
19 мая 1941 года Реутовский район был переименован в Балашихинский.
14 июня 1954 года к Пехра-Покровскому с/с были присоединены Абрамцевский и Щитниковский сельсоветы.
30 декабря 1962 года Балашихинский район был упразднён и Пехра-Покровский с/с вошёл в Мытищинский сельский район. 
21 ноября 1964 года Мытищинский сельский район был переименован в Мытищинский, в состав которого вошёл Пехра-Покровский с/с.
11 января 1965 года Пехра-Покровский с/с был возвращён в восстановленный Балашихинский район, но с подчинением Балашихинскому городскому Совету депутатов трудящихся и его исполнительному комитету.
3 февраля 1994 года Пехра-Покровский с/с был преобразован в Пехра-Покровский сельский округ.
10 июня 2003 года из Пехра-Покровского с/о в черту города Балашихи были переданы село Никольско-Трубецкое, посёлок Горбово и деревня Лукино.
27 августа 2004 года Пехра-Покровский с/о был упразднён. При этом все его селения (посёлок совхоза имени 1 мая, село Щитниково и деревня Абрамцево) были включены в черту города Балашихи.